# Fòrum de Boao per a Àsia
El Fòrum de Boao per a Àsia (en xinès: 博鳌亚洲论坛, pinyin: Bó'áo Yàzhōo Lùntán), conegut també per les seves sigles en anglès BFA, és una organització no lucrativa que organitza fòrums d'alt nivell per a líders del govern, els negocis i l'acadèmia a Àsia i altres contin(xinès)ts per compartir la seva visió sobre els assumptes més urgents en aquesta regió i al món sencer. El Fòrum Boao és el model del Fòrum Econòmic Mundial que se celebra anualment en Davos, Suïssa. Té la seu en Bo'ao, Hainan, Xina, encara que la Secretaria es troba a Pequín.
El Fòrum té com a objectius promoure la integració econòmica regional i apropar els països asiàtics cap a les seves fites de desenvolupament. Va ser creat en 1998 per Fidel V. Ramos, expresident de les Filipines, Bob Hawke, exprimer ministre de Austràlia i Morihiro Hosokawa, exprimer ministre del Japó. El Fòrum de Boao per a Àsia va ser formalment inaugurat al febrer de 2001. La creació del fòrum va ser liderada per la República Popular de la Xina i fundada per 26 països d'Àsia i Australasia el 27 de febrer de 2001. L'organització va tenir la seva primera reunió el 12 i 13 d'abril de 2002.
Les discussions del Fòrum Boao se centren en economia, cooperació, societat i medi ambient. En el passat el fòrum també abordava l'ingrés de la Xina en l'Organització Mundial del Comerç, així com la crisi financera asiàtica dels anys noranta. A més de la seva reunió anual, el fòrum també patrocina altres fòrums i reunions relacionats amb temes asiàtics.

## Països membres
El Fòrum Boao compta amb 26 països membres:
| - Austràlia - Bangladesh - Brunei - Cambodja - R.P. de la Xina - Índia - Indonèsia - Iran - Japó - Kazakhstan - Kirguizstan - Laos - Malàisia | - Mongòlia - Myanmar - Nepal - Pakistan - Filipines - Corea del Sud - Singapur - Sri Lanka - Tadjikistan - Tailàndia - Turkmenistan - Uzbekistan - Vietnam |

## 2008
La conferència anual del Fòrum de Boao de 2008 es va dur a terme del 10 al 13 d'abril d'aquest any. A ella van acudir caps de govern de països com Austràlia, Paquistán, Noruega i Kazakjstán. Va ser rellevant, la reunió històrica del vicepresident electe de Taiwan Vincent Siew i el president de la República Popular de la Xina Hu Jintao.

## 2011
En 2011 el Fòrum de Boao va organitzar la Conferència Perth enfocada en els temes de recursos naturals, medi ambient i desenvolupament sostenible. Va tenir lloc en Perth, Austràlia entre l'11 i el 12 de juliol de 2011.

## 2013
Va ser duta a terme entre el 5 i el 8 d'abril de 2013 amb el tema de "Àsia seeking development for all: Restructuring, responsability and cooperation" ("Àsia buscant el desenvolupament per a tots: Reestructura, responsabilitat i cooperació").
Van assistir Bill Gates, George Soros i Christine Lagarde. Xi Jinping va dirigir el discurs d'obertura. També van assistir els presidents Michael Chilufya Sata de Zàmbia, Enrique Peña Nieto de Mèxic i Ollanta Humala de Perú.